# Bibio picinitarsis
Bibio picinitarsis är en tvåvingeart som beskrevs av Brulle 1833. Bibio picinitarsis ingår i släktet Bibio och familjen hårmyggor.
Artens utbredningsområde är Grekland. Inga underarter finns listade i Catalogue of Life.